# Табар (остров)
Табар — остров из одноименного архипелага в Папуа — Новой Гвинее, расположенный к востоку от Новой Ирландии. Населён народом табар.

## География
Остров Табар — главный остров архипелага Табар, входящий в провинцию Новая Ирландия. Он расположен примерно в 900 км к северо-востоку от Порт-Морсби и примерно в 24 км к северо-востоку от главного острова Новая Ирландия.
Остров имеет вулканическое происхождение и имеет площадь около 110 км², длину около 20 км и ширину около 9 км. Самая высокая точка — около 400 м над уровнем моря. Остров Табар — самый большой и южный остров архипелага.
Население в основном разделено на несколько деревень вдоль побережья, а внутренняя часть острова покрыта в основном тропическим лесом. Главный город Датава расположен в северной части острова в заливе Коко.
До островов можно добраться только по морю, поскольку на них нет аэропорта; соседний остров Татау находится по другую сторону едва заметного канала, разделяющего острова.

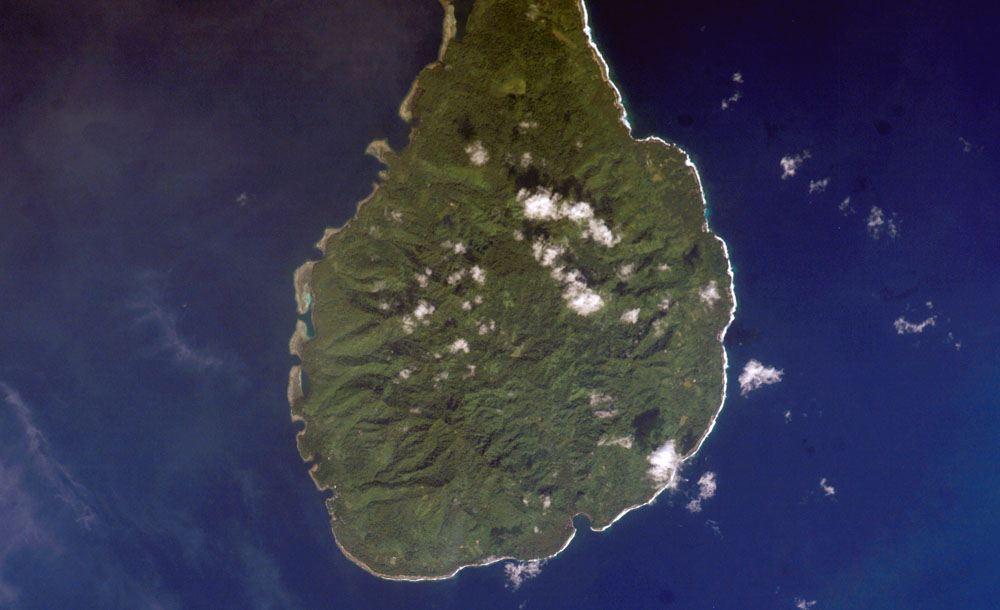
Southern part of Tabar island.

## История
Остров был заселен меланезийцами примерно с 1500 г. до н. э. Он был нанесен на карту голландскими капитанами Якобом Лемером и Виллемом Корнелисом Схаутеном в июне 1616 г. и затем назван «Островами Гарднера». Позже их посетил Абель Тасман, который затем окрестил эту территорию «Островами Виссер».
Территория перешла под суверенитет Германии в 1885 г. как часть Германской Новой Гвинеи. Первоначально территория управлялась Германской Новогвинейской компанией.
После Первой мировой войны территория оказалась под контролем Австралии, и позднее Австралия получила официальный мандат на весь архипелаг Бисмарка от Организации Объединенных Наций.
С 1942 по 1945 год территория была оккупирована Японией, но вернулась под мандат правительства Австралии, пока Папуа-Новая Гвинея не стала независимой в 1975 году.
Карл Эмиль Петтерссон, шведский моряк, потерпевший кораблекрушение и высадившийся на острове в 1904 году, стал его вождём (прозванным «Сильный Чарли») после смерти предыдущего вождя, на дочери которого он женился .